# Teatro africano della prima guerra mondiale
Il territorio africano della prima guerra mondiale è suddiviso da una serie di campagne geograficamente separate, che avevano l'obiettivo di conquistare le colonie dell'Impero tedesco. In particolare, le azioni militari riguardarono Togo (ex Togoland), Camerun (Kamerun), la moderna Namibia (Africa Tedesca del Sud-Ovest) e la vasta regione dell'Africa Orientale Tedesca (corrispondente alle attuali Tanzania, Burundi e Ruanda). Le colonie tedesche vennero occupate dalle potenze dell'intesa entro i primi due anni di guerra, con l'eccezione dell'Africa Orientale, che resistette fino al novembre 1918.
Altre limitate azioni ebbero luogo in Africa Settentrionale (in Egitto, contro l'Impero ottomano, ed in Libia e Marocco contro i Senussi).

## Situazione
Il Regno Unito, con la sua potenza navale, aveva il potere e le risorse per intraprendere una conquista delle colonie tedesche in Africa. La Germania, infatti, era l'ultima arrivata nella “corsa all'Africa”, e molte delle colonie erano di recente acquisizione e non ben difese. Inoltre, queste erano praticamente circondate dai possedimenti coloniali delle altre potenze, ovvero Francia, Impero Britannico, Belgio e, successivamente, Portogallo. Le colonie tedesche, inoltre, erano praticamente impossibilitate a ricevere rifornimenti dalla madrepatria essendo britannico e quindi chiuso alle navi tedesche il Canale di Suez che costringeva i rifornimenti germanici a circumnavigare l'Africa passando nell'oceano atlantico senza però poter far alcun scalo intermedio essendo tutti i paesi affacciati su di esso possedimenti di paesi alleati.

## Africa Occidentale
In Africa Occidentale, la Germania aveva le due colonie del Togoland e del Camerun.

Il Togoland era scarsamente difeso, e la sua guarnigione era composta principalmente da una forza di polizia locale. La conquista fu effettuata da inglesi e francesi, e richiese una ventina di giorni (dal 6 al 25 agosto 1914). L'operazione, tuttavia, permise la navigazione in sicurezza del basso fiume Volta, e consentì alle potenze dell'intesa di appropriarsi della più potente stazione di comunicazione radio dell'epoca, a Kamina.

La completa conquista della colonia del Camerun richiese invece un paio d'anni. La guarnigione tedesca, composta da 4 000 soldati (1 000 nazionali e 3 000 di colore), dovette affrontare una forza di invasione di 13 000 uomini, costituita da inglesi, francesi e belgi. Le operazioni iniziarono il 5 settembre, ed alla metà del 1915 tutte le principali città erano state conquistate. Alcuni soldati riuscirono a fuggire nella Guinea Spagnola. La guarnigione a difesa dell'ultimo forte tedesco sul territorio del Camerun si arrese nel febbraio 1916.

Con la vittoriosa conclusione di queste due operazioni, le potenze dell'Intesa riuscirono ad impadronirsi di ben quattro potenti stazioni radio (tra cui quella già citata di Kamina) e di attrezzate installazioni portuali.

## Africa del Sud-Ovest
La colonia dell'Africa del Sud-Ovest Tedesca era un arido territorio vasto e desolato, in massima parte costituito dal deserto della Namibia. La maggioranza della popolazione tedesca risiedeva presso la capitale Windhuk, situata a circa 320 chilometri dalla costa. I tedeschi, complessivamente, potevano contare su circa 3 000 soldati regolari e 7 000 coloni adulti. Inoltre, la Germania aveva relazioni molto amichevoli con i Boeri in Sudafrica, che avevano combattuto una guerra contro l'Impero Britannico dodici anni prima.

Gli inglesi inizialmente, per questa operazione, iniziarono a formare ed equipaggiare delle unità costituite, appunto, da Boeri. Tuttavia, tale iniziativa trasformò in una vera e propria rivolta di questi ultimi verso l'Impero: ben 12 000 boeri, infatti, diedero vita alla cosiddetta Ribellione Maritz, che fu repressa nel sangue entro la fine del 1914.

Le operazioni militari contro le forze tedesche iniziarono nel settembre 1914, ma un primo tentativo di invasione, da sud, venne bloccato nella battaglia di Sandfontein. Gli anglo-boeri ripresero l'iniziativa nel marzo 1915, quando ben 67 000 uomini divisi in quattro colonne varcarono la frontiera ed invasero la colonia tedesca. La capitale cadde il 12 maggio, ed il 9 luglio le ultime forze germaniche si arresero.

## Africa Orientale
Nell'Africa Orientale Tedesca gli inglesi non furono in grado di sottomettere completamente i difensori della colonia, nonostante quattro anni di combattimenti e decine di migliaia di caduti (il 99% dei quali a causa di malattie). Il comandante tedesco, colonnello (poi maggior generale) Paul Emil von Lettow-Vorbeck, combatté una campagna di guerriglia che durò, in pratica, tutta la guerra, anche se il suo impatto complessivo sugli eventi bellici fu minimo.

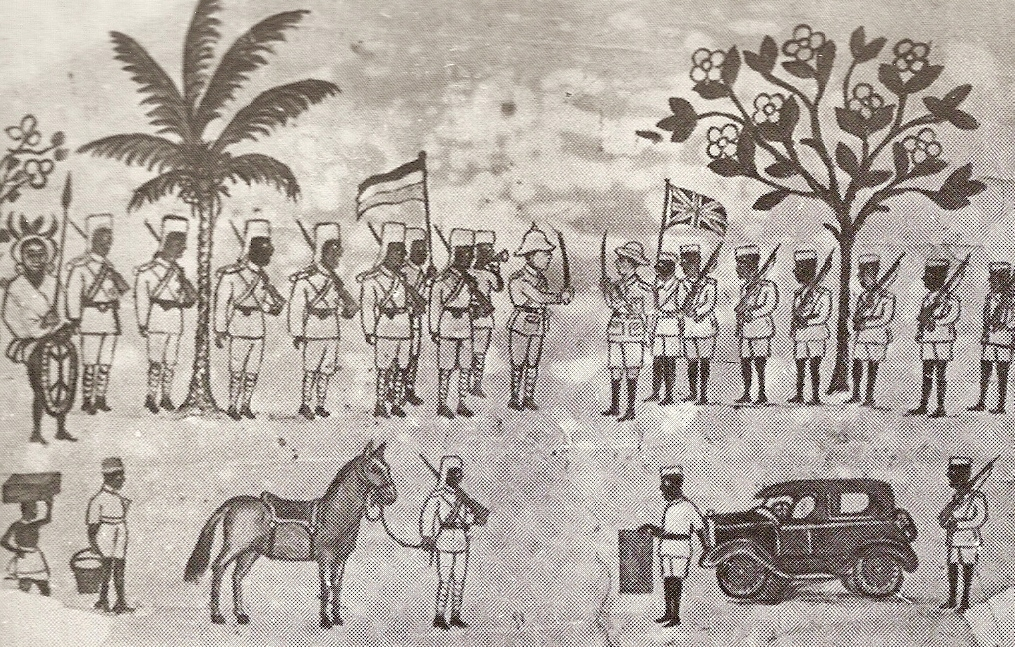
La resa di Lettow-Vorbeck, in un dipinto di artista anonimo africano

La tattica tedesca consistette principalmente in attacchi improvvisi e rapide imboscate, anche se non mancarono le battaglie di una certa intensità (come quelle di Tanga e Jassin, le cui alte perdite indussero il comandante tedesco a puntare sulla guerriglia). Nonostante tutti gli sforzi, gli inglesi non riuscirono mai a catturare Lettow-Vorbeck ed i suoi uomini, che si muovevano di continuo e catturavano i rifornimenti militari inglesi e portoghesi.

Nel 1916, il compito di annientare Lettow-Vorbeck ed i suoi uomini venne affidato all'esperto comandante boero Jan Smuts, ai cui ordini fu posta una consistente forza armata. Smuts ottenne buoni successi, in particolare catturando la linea ferroviaria e parecchi territori a nord della stessa, mentre le truppe belghe, provenienti dal Congo, occuparono la parte orientale della colonia, incluso il Ruanda-Urundi e la capitale Tabora. Tuttavia, non si riuscì a sconfiggere l'armata tedesca, che rimase attiva. Nel novembre 1917, i tedeschi sconfinarono nell'Africa Orientale Portoghese, rientrarono poi in Africa Orientale Tedesca e si rifugiarono infine nella Rhodesia Settentrionale. Qui, il 14 novembre 1918, Lettow-Vorbeck, dopo aver ricevuto un telegramma che comunicava la fine delle ostilità, accettò un cessate il fuoco e si arrese formalmente il 23 dello stesso mese.

La sua armata non venne mai sconfitta in battaglia, ed al suo ritorno in patria venne trattato come un eroe.

## Africa settentrionale
Le operazioni militari in Nordafrica furono piuttosto limitate. Infatti, nel 1915, le truppe ottomane, con l'aiuto di istruttori militari tedeschi e dell'appena deposto Chedivè Abbas Hilmi II, tentarono di impadronirsi del canale di Suez. Tuttavia, gli inglesi riuscirono a respingere le truppe turche, ed a penetrare successivamente in Medio Oriente.

Un'altra operazione, sempre condotta dagli ottomani, riguardò l'infiltrazione di agenti in Libia ed in Marocco, in modo da fomentare le ribellioni contro i rispettivi colonizzatori (nello specifico, si trattava di Italia e Francia). In particolare, i Senussi ottennero buoni successi nel Sahara, riuscendo a cacciare gli italiani dal Fezzan e tenendo impegnate in Africa truppe inglesi e francesi.

Le rivolte berbere proseguirono anche dopo la fine delle ostilità, e furono domate solo negli anni venti-trenta.
Da citare inoltre l'effimera partecipazione del Regno del Darfur come alleato dell'Impero Ottomano; il paese fu immediatamente occupato dai britannici del Sudan.

## Il dopoguerra
La Grande Guerra segnò la fine del colonialismo tedesco. I suoi possedimenti, infatti, vennero divisi tra Gran Bretagna e Francia. In particolare:
- Camerun e Togoland: divisi tra Regno Unito e Francia;
- Africa Orientale Tedesca: Tanganica al Regno Unito, Ruanda-Urundi al Belgio;
- Africa del Sud-Ovest Tedesca: mandato all'Unione Sudafricana.

Quasi tutte le ex colonie tedesche diventarono indipendenti a partire dal 1960, con l'eccezione dell'Africa del Sud-Ovest (oggi Namibia), nel 1990.